# 타케우치 마리야
타케우치 마리야(일본어: 竹内 まりや, 1955년 3월 20일 ~ )는 일본의 여성 싱어송라이터이다. 1978년부터 음악 활동을 시작했으며 1990년에 일본 레코드대상 최우수 가창상을 수상했다.

## 발자취
- 1955년 3월 20일 시마네현에서 태어났다.
- 고등학생 시절 미국에서 공부하느라 1년간 머물렀다.
- 1978년 게이오기주쿠 대학 시절 음악 활동을 시작했으며 이때 싱글 '戻っておいで・私の時間'(내 시간아 돌아와줘)와 앨범 'Beginning'을 냈다. 1979년의 싱글 'SEPTEMBER'와 1980년의 싱글 '不思議なピーチパイ'(신비스런 파이) 둘 다 인기를 끌었다. 다케우치의 노래는 NHK의 모두의 노래에 최소 한곡씩 들어갔었다.
- 1981년 가수 겸 작곡가인 야마시타 다쓰로와 결혼하여 임신하고 잠정적으로 활동을 중단했었다. 남편과의 사이에는 딸이 있다.
- 1984년 복귀하여 그 전의 싱글을 능가하는 상업적 성공을 이루었다. 그 해부터 그녀는 6개의 성공적인 스튜디오 앨범을 출반하였는데 주로 그녀가 선곡하였다. 모두 일본 오리콘 차트 1위에 올랐다. 그녀는 싱어송라이터로서 오리콘 차트 10위 안에 진입한 곡을 8곡 가지고 있다. 'シングル・アゲイン, '告白', '純愛ラプソディ', '今夜はHearty Party' 등이다. 'カムフラージュ'는 1위에 올랐다.
- 2008년 10월 1일에는 데뷔 30주년을 맞이해 베스트 앨범 《Expressions》를 발매했다. 이 앨범은 오리콘 차트에서 3주 연속 1위를 차지했다.
- 2014년 9월 10일에 7년만의 스튜디오 앨범 《TRAD》를 발매했다. 이 앨범은 오리콘 차트에서 2주 연속 1위를 차지했다. 이 앨범으로 2014년 제56회 일본 레코드대상에서 최우수 앨범상을 수상했다.

## 음반 목록

### 정규 앨범
1. BEGINNING (1978년)
2. UNIVERSITY STREET (1979년)
3. LOVE SONGS (1980년)
4. Miss M (1980년)
5. PORTRAIT (1981년)
6. VARIETY (1984년)
7. REQUEST (1987년)
8. QUIET LIFE (1992년)
9. Bon Appetit! (2001년)
10. Denim (2007년)
11. TRAD (2014년)

### 베스트 앨범
1. Impressions (1994년 7월 25일)
2. Expressions (2008년 10월 1일)

## 노래 제공
- 나카모리 아키나
- 오카다 유키코
- 히로스에 료코
- 타키 앤 츠바사
- SMAP 〈친구에게~Say What You Will~〉
- 마츠 다카코 〈모두 혼자〉

등 여러 가수들에게 노래를 제공했다.